# Geslachtsrijpheid
Geslachtsrijpheid is de ontwikkelingsfase waarin organismen die zich seksueel voortplanten – met name zoogdieren – in staat zijn tot voortplanting, veelal tijdens de puberteit. Bij zoogdieren heeft het vrouwtje een regelmatige eisprong en produceert het mannetje sperma. De leeftijd waarop deze fase wordt bereikt verschilt per soort en per sekse en zelfs per individu.
Bij vele organismen tonen uiterlijke geslachtskenmerken de geslachtsrijpheid voor onder meer potentiële partners.